# Loren Murchison
Loren Murchison (Farmersville, 17 de dezembro de 1898 – Point Pleasant, 11 de junho de 1979) foi um velocista e bicampeão olímpico norte-americano no revezamento 4x100 metros rasos.
Em Antuérpia 1920, integrou o revezamento 4x100 m que ganhou a medalha de ouro e quebrou o recorde mundial em 42s2 junto com Charlie Paddock, Jackson Scholz e Morris Kirksey. Em Paris 1924, nova medalha de ouro e novo recorde mundial – 41s – desta vez ao lado de Frank Hussey, Louis Clarke e Alfred LeConey.
Em 1925, Loren constraiu meningite na espinha e passou o resto da vida paralisado da cintura para baixo. Morreu aos 80 anos no Hospital de Point Pleasant, Nova Jersey.